# كارلوس جاك
كارلوس جاك (بالإسبانية: Carlos Jacques) (11 فبراير 1982 في الأوروغواي - ) هو لاعب كرة قدم أوروغواني في مركز الوسط. شارك مع منتخب الأوروغواي تحت 17 سنة لكرة القدم ومنتخب الأوروغواي تحت 20 سنة لكرة القدم. أما مع النوادي، فقد لعب مع بنيارول وبيلا فيستا وسانت جوليا وبوسطن ريفر وClub Atlético Platense (Uruguay) ‏ وBasáñez ‏.

## وصلات خارجية
- كارلوس جاك على موقع الاتحاد الدولي (مؤرشف)  (الإنجليزية)
- كارلوس جاك على موقع الاتحاد الأوربي (الإنجليزية)
- كارلوس جاك على موقع قاعدة بيانات كرة القدم.إي يو (الإنجليزية)
- كارلوس جاك على موقع Soccerway.com (الإنجليزية)